# 水沢町 (四日市市)

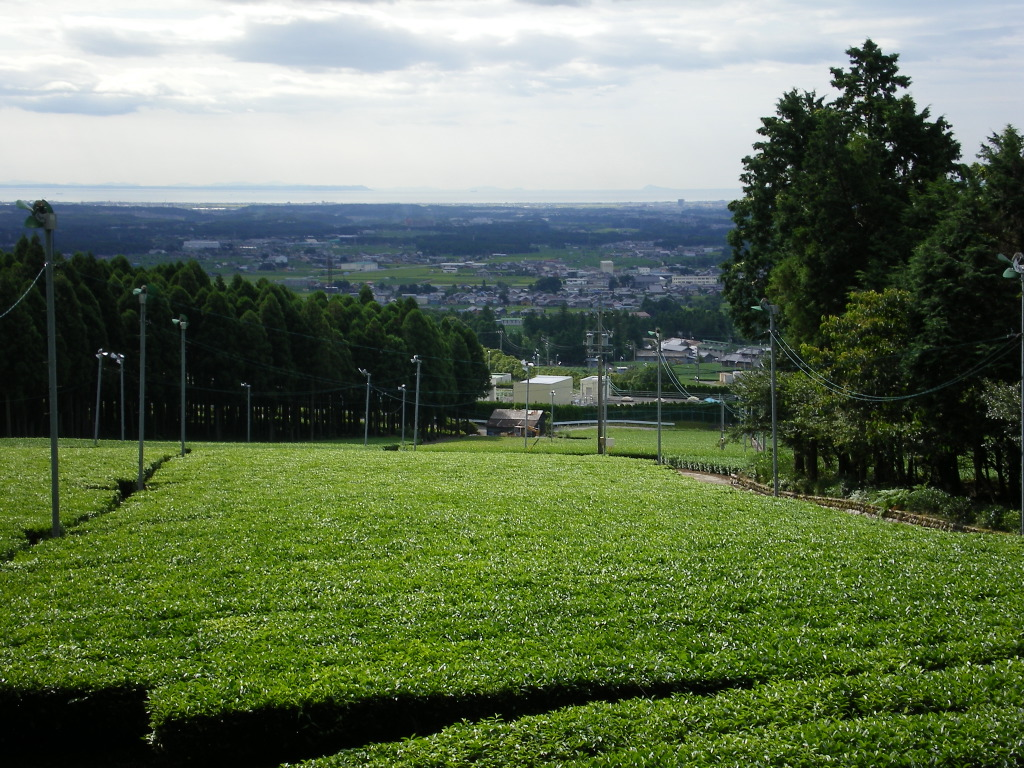
水沢町の茶畑

水沢町（すいざわちょう）は、三重県四日市市の町丁。本項ではかつて同区域に存在した三重郡水沢村（すいざわむら）についても記す。

## 地理
四日市市の南西端、内部川の上流左岸にあたる。鈴鹿山脈の麓で伊勢茶の栽培が盛ん、地域内は茶畑が多い。酪農も盛んで、市営のふれあい牧場もある。紅葉の名所として宮妻峡・楓渓があり、夏場は鈴鹿山脈の山々への登山口として賑わう。北で桜町、東で小山町・西山町・美沢町・堂ヶ山町、南で水沢野田町および鈴鹿市岸田町・大久保町、西で滋賀県甲賀市土山町大河原に接する。滋賀県との境界に宮越山がそびえる。東端を国道306号が南北に縦断し、中部を三重県道44号宮妻峡線、北端を三重県道752号茶屋町湯の山停車場線が平野部から山間部に向けて横断するほか、本町を起点に三重県道11号四日市関線が鈴鹿市方面に、三重県道632号水沢本町采女線が四日市市南東部に延びている。

### 山岳
- 水沢山（水沢峠）
- 宮越山

### 湖沼
- 千歳池
- 大谷池
- 大門池

### 河川
- 内部川
- 水沢谷川
- 川戸川
- 大谷川

## 通称町名
北谷町、三本松町、水沢谷町、水沢茶屋町、水沢中谷町、水沢野田町、水沢東町、水沢本町、西條町、宮妻町、横堀町、四ツ谷町

## 歴史
- 幕末時点では三重郡水沢村であった。「旧高旧領取調帳」の記載によると菰野藩領。
- 明治4年7月14日（1871年8月29日） - 廃藩置県により菰野県の管轄となる。
- 明治4年11月22日（1872年1月2日） - 第1次府県統合により安濃津県の管轄となる。
- 明治5年3月17日（1872年4月24日） - 安濃津県が改称して三重県となる。
- 1889年（明治22年）4月1日 - 町村制の施行により、近世以来の水沢村が単独で自治体を形成。
- 1957年（昭和32年）4月15日 - 水沢村が四日市市に編入、同市水沢町となる。

## 世帯数と人口
2019年（令和元年）7月1日現在の世帯数と人口は以下の通りである。
| 町丁   | 世帯数    | 人口    |
| ------ | --------- | ------- |
| 水沢町 | 1,064世帯 | 1,544人 |

## 学区
市立小・中学校に通う場合、学区は以下の通りとなる。
| 番・番地等 | 小学校               | 中学校               |
| ---------- | -------------------- | -------------------- |
| 全域       | 四日市市立水沢小学校 | 四日市市立西陵中学校 |

廃校　　水沢中学校

## 交通

### バス
- 三重交通
  - 水沢（室山）線
    - 61系統： JR四日市 - 近鉄四日市 - 日永駅前 - 室山 - 高花平 - 水沢本町 - 宮妻口
    - 62系統： JR四日市 - 近鉄四日市 - 日永駅前 - 室山 - 高花平 - 水沢本町 - 椿大神社

  - 水沢（笹川）線
    - 65系統： 近鉄四日市←南日永←高花平←水沢本町←宮妻口

### 道路
- 国道306号
- 三重県道11号四日市関線
- 三重県道44号宮妻峡線
- 三重県道115号鈴鹿宮妻峡線（町内では県道11号と重複）
- 三重県道632号水沢本町采女線
- 三重県道752号茶屋町湯の山停車場線

鉄道
町内に鉄道はなく、最寄駅は菰野町の近鉄湯の山線菰野駅または中菰野駅または大羽根園駅。四日市市内なら、四日市あすなろう鉄道八王子線西日野駅。本町から、四日市市中心部へ最速で出るには、一旦菰野町へ出なければならない。

## 施設
- 四日市市水沢地区市民センター
- 四日市市立水沢小学校
- 四日市市立水沢保育園
- 四日市水沢郵便局
- 三重県企業庁水沢浄水場
- 四日市リバティーゴルフクラブ
- 宮妻キャンプ場
- 足見田神社
- 愛宕神社
- 多度神社
- 白山神社
- 神護山青龍寺
- 一乗寺
- 妙照寺

## 名所・旧跡・観光スポット・祭事・催事
- 宮妻峡
- 楓渓

## その他

### 日本郵便
- 郵便番号 : 512-1105[3]（集配局：四日市西郵便局[6]）。